# Geolycosa incertula
Geolycosa incertula är en spindelart som först beskrevs av Cândido Firmino de Mello-Leitão 1941.  
Geolycosa incertula ingår i släktet Geolycosa och familjen vargspindlar. Inga underarter finns listade i Catalogue of Life.